# Język tsogo
Język tsogo – język z rodziny bantu, używany w Gabonie. W 1982 roku liczba mówiących wynosiła ok. 12 tysięcy.